# ناكاتامال

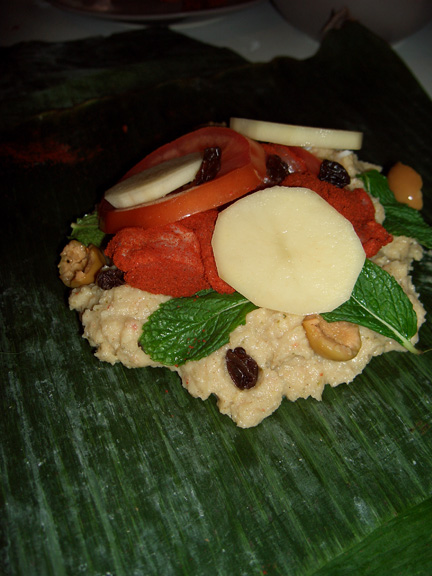
ناكاتامال

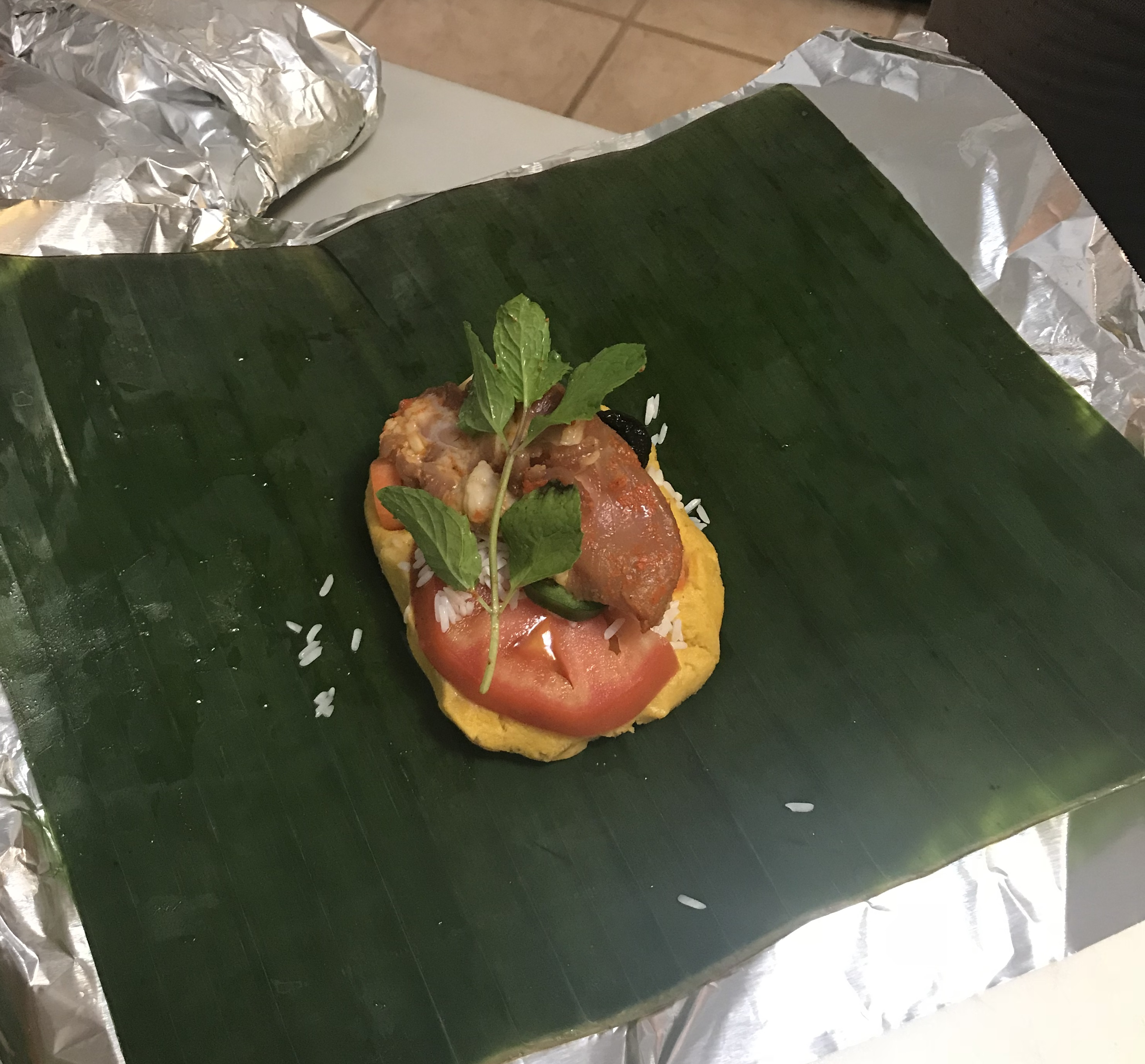
ناكاتامال مع ورق الموز ولفائف رقائق الألومنيوم

ناكاتامال هو طبق تقليدي موجود في نيكاراغوا وهندوراس يشبه التامال والهلاكا. نشأ اسمها من لغة ناوات التي يتحدث بها النيكاراو والتي كانت تقع على ساحل جنوب المحيط الهادئ لنيكاراغوا، ويترجم إلى «لحم تامالي». ربما يكون ناكاتامال هو الأكثر شهرة في المطبخ النيكاراغوي التقليدي ويتم تناوله عادةً في عطلة نهاية الأسبوع أو في العشاء أو الإفطار؛ عادة ما يتم تناوله مع الخبز الأبيض ومشروب يحتوي على الكافيين مثل القهوة السوداء أو كوكاكولا أو بيبسي. من الشائع الاستمتاع بـ ناكاتامالز (الجمع) خلال المناسبات الخاصة ودعوة الأسرة الممتدة والجيران للمشاركة.

## أنظر أيضا
- قائمة أطباق الذرة
- قائمة الأطباق المحشوة
- بوابة طعام</img>